# 阿玛拉王国：惩罚
《阿玛拉王国：惩罚》是一款于2012年在Windows、PlayStation 3和Xbox 360平台发行的动作角色扮演游戏，由38 Studios和Big Huge Games开发，艺电发行。本作是38 Studios宣布破产前开发的唯一一款游戏。
本作的首席设计师是Ken Rolston，游戏剧本交由R·A·萨尔瓦多编写，托德·麦克法兰负责艺术设计，Grant Kirkhope负责音乐创作。
2018年9月6日，由THQ Nordic收购了系列所有权。本作的高清重制版Kingdoms of Amalur: Re-Reckoning将于2020年9月8日发售，对应平台为Microsoft Windows，PlayStation 4 与Xbox One，一同公布的还有将于2021年发布的全新扩展内容Fatesworn。

## 反响

### 游戏本体
《阿玛拉王国：惩罚》各平台版本在Metacritic网站上的评分都为“良好”。

### 销售
2012年3月10日，NPD预测本作将在美国售出超过330,000份实体版。 柯特·席林后来表示本作在90天中卖出了120万份。时任罗得岛州州长的林肯·查菲表示本作是失败的，因为销量必须超过300万份才能收回成本。

### 死亡凯尔的传奇
《死亡凯尔的传奇》的主机版在Metacritic网站上的评分都为“良好”，而PC版在Metacritic网站上的评分为“一般”。

### 纳罗斯之牙
《纳罗斯之牙》的XBOX360版在Metacritic网站上的评分都为“良好”。